# Nicolò Zanasio
Nicolò Zanasio (Cremona, ... – Cremona, 25 agosto 1389) è stato un arcivescovo cattolico italiano.

## Biografia
Appartenuto a nobile famiglia di Cremona divenne vescovo di Brescia nel 1378.
Promosso arcivescovo di Benevento, raggiunse questa sede nel gennaio 1384.
Insigne per sapere fu trasferito nel 1385 alla sede di Napoli, da dove dovette fuggire nel 1387 per controversie con il potere civile.
Morì nel 1389 a Cremona e vi fu sepolto.

## Araldica
Blasonatura dello stemma: Troncato: nel 1° d'azzurro a tre gigli d'oro posti in fascia; nel 2° d'oro ad un sinistrocherio vestito di rosso tenente un compasso al naturale con la fascia d'argento sulla partizione